# Robert Marteau (Schriftsteller)

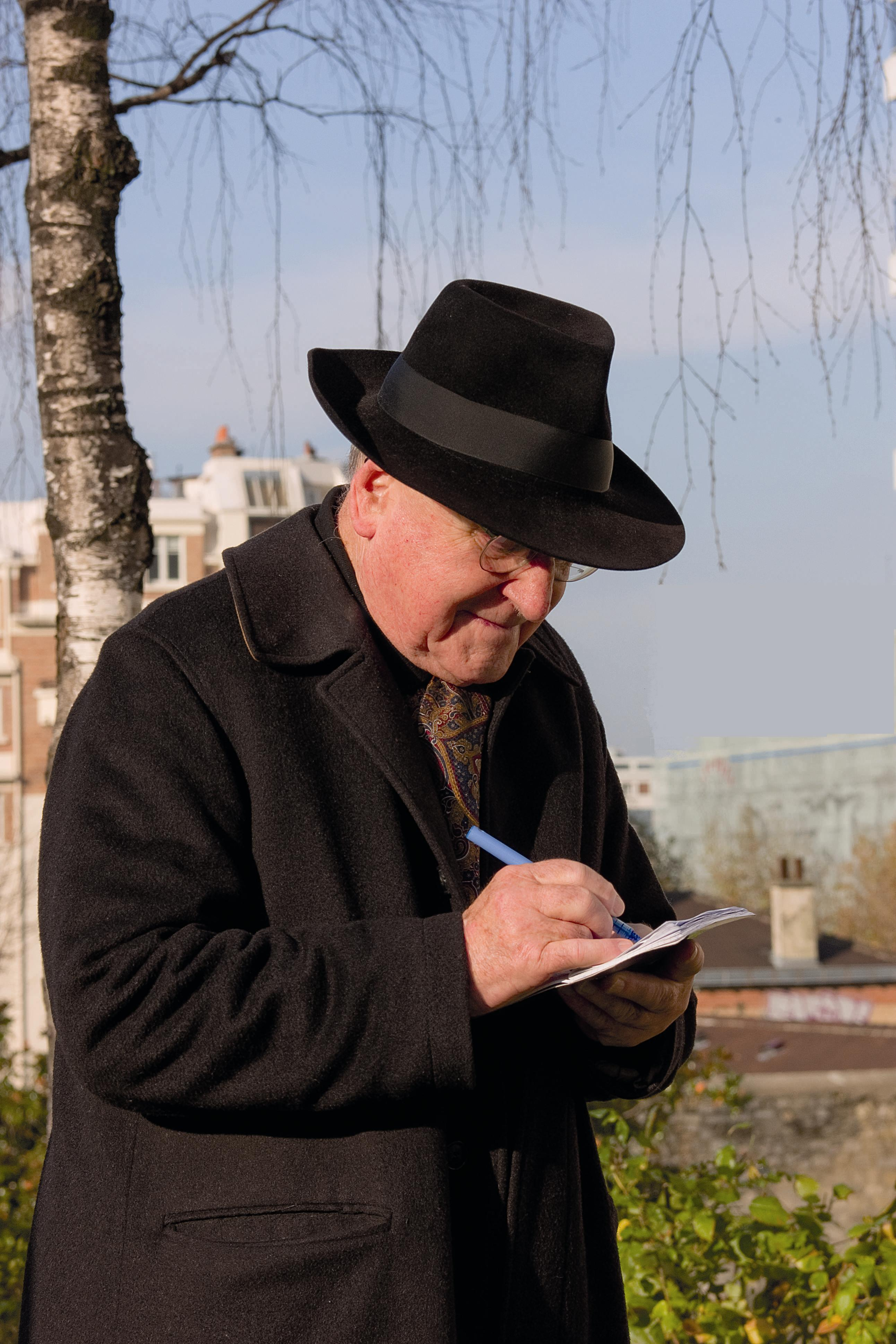
Robert Marteau, 2010

Robert Marteau (* 8. Februar 1925 in Villiers-en-Bois; † 16. Mai 2011 in Paris) war ein französischer Schriftsteller, Dichter und Künstler.

## Leben und Werk
Robert Marteau wurde (südlich Niort) im Wald von Chizé in der landwirtschaftlichen Enklave Virollet (nicht zu verwechseln mit Virollet südlich Saintes) geboren, die heute Teil der Gemeinde Villiers-en-Bois ist. Sein Vater war dort Landwirt und Förster. Mit einem Stipendium besuchte er das Gymnasium in Niort, machte Abitur und ging im Oktober 1944 nach Paris. Dank einer Halbzeitbeschäftigung am Gericht gab er das Studium auf und widmete sich ganz seinem Ziel, Dichter zu werden. Er las viel und übersetzte Vergil. Um heiraten zu können, wurde er schließlich Volksschullehrer.
Über verschiedene Freundschaften (mit Roger Parisot, Camille Bourniquel, Henri Pichette und Gaston Miron) kam er zur Mitarbeit an der Zeitschrift Esprit und 1962 auf Einladung von Michel Deguy an der Zeitschrift Po&sie. 1965 wechselte er von der Schule an das Centre national d’éducation populaire (SNEPCI) in Marly-le-Roi. Sein künstlerisches Interesse führte ihn zur Zusammenarbeit mit Marc Chagall. 1967 und 1968 war er auf Einladung seines Freundes Miodrag Pavlović, den er übersetzte, in Serbien. Von 1972 bis 1984 lebte er in Montreal und erwarb die kanadische Staatsangehörigkeit, blieb dann aber (außer einem erneuten Aufenthalt 1988 bei Barry Callaghan in Toronto) in Frankreich (Paris, 13. Arrondissement).
Marteau veröffentlichte zahlreiche Gedichtbände (in der seine Naturverbundenheit zum Ausdruck kommt), Bücher über den Stierkampf, über Malerei und Kunst (von denen zwei ins Deutsche übersetzt wurden) und einen Roman (Dans l’herbe, 2006). Er bekam 2003 den Prix Charles Vildrac der Société des Gens de Lettres (SGDL), 2005 den Grand Prix de Poésie der Académie française, 2006 den Buchpreis der Region Poitou-Charentes und 2010 den Prix Mallarmé. 2009 wurde ihm in Issy-les-Moulineaux die Ausstellung Robert Marteau et ses amis peintres et graveurs (Robert Marteau und seine befreundeten Maler und Kupferstecher) gewidmet. 2013 wurde ihm zu Ehren in Pau ein Gedenk-Kolloquium veranstaltet. Die Société des Amis de Robert Marteau (Verein der Freunde von Robert Marteau) pflegt im Internet eine liebevoll gestaltete Webseite.

## Werke (soweit auf Deutsch erschienen)
- Les vitraux de Chagall 1957–1970. Mazo, Paris 1972.
  - (deutsch) Die Glasmalerei von Chagall 1957–1970. Weber, Genf 1974.
- H. H. Steffens. Merlin Verlag, Gifkendorf 1988.

### Handbuchliteratur
- Jean-Michel Maulpoix: Histoire de la littérature française. XXe. 1950/1990. Hatier, Paris 1991, S. 387–388.